# Сепеков
Сепеков (чеш. Sepekov) је насељено мјесто са административним статусом варошице (чеш. městys) у округу Писек, у Јужночешком крају, Чешка Република.

## Становништво
Према подацима о броју становника из 2014. године насеље је имало 1.321 становника.